# Valdonendo
 (décembre 2017).
 (mai 2019).
Si vous disposez d'ouvrages ou d'articles de référence ou si vous connaissez des sites web de qualité traitant du thème abordé ici, merci de compléter l'article en donnant les références utiles à sa vérifiabilité et en les liant à la section « Notes et références ».
Valdonedo est une eau minérale qui coule des sources séculaires naturelles dans le village de Lierna sur le lac de Côme.

## Histoire
L'Eau Valdonedo a été découverte au XIIIe siècle et suscite l’intérêt de la médecine curative et thermale. 
Des textes de la Rome antique mentionnent des prétendues propriétés thérapeutiques des eaux des sources de Lierna,, notamment dans le traitement des calculs rénaux.
Elle jaillit de la source à une température constante de 12 °C.

## Propriétés physiques[réf.nécessaire]
- Résidu sec à 180 °C: 1 100 mg/l
- pH : 6

| Cations          | Concentration (mg/L) |
| ---------------- | -------------------- |
| Sodium (Na+)     | 153                  |
| Calcium (Ca2+)   | 153                  |
| Magnésium (Mg2+) | 180                  |
| Potassium (K+)   | 11                   |

| Anions/Forme neutre | Concentration (mg/L) |
| ------------------- | -------------------- |
| Bicarbonate (HCO3−) | 1250                 |
| Chlorure (Cl−)      | 54                   |
| Sulfate (SO42−)     | 35                   |
| Silice (SiO2)       | 27                   |
| Nitrate (NO3−)      | 7                    |
| Fluorure (F−)       | 1,2                  |